# Справжній злочин
«Справжній злочин» (англ. True Crime) — американський кінофільм-трилер 1999 року, режисера Клінта Іствуда, він же виконав головну роль.

## Сюжет
Репортер Стів Еверетт ні у кого не викликає симпатій. Він — п'яниця, бабій і не дуже турботливий батько. Стіву доручають взяти інтерв'ю у Френка Бічема, який був засуджений до смертної кари за вбивство жінки в супермаркеті. Стів розуміє, що молодий хлопець не винен, і у нього є тільки 12 годин, щоб довести невинність Френка.

## У ролях
| Актор             | Роль                  |
| ----------------- | --------------------- |
| Клінт Іствуд      | Стів Еверетт          |
| Ісая Вашингтон    | Френк Луї Бічум       |
| Лайла Робінс      | Патрісія Фіндлі       |
| Лізагей Гамільтон | Бонні Бічум           |
| Франческа Іствуд  | Кейт Еверетт          |
| Марісса Рібізі    | Емі Вілсон            |
| Джеймс Вудс       | Алан Манн             |
| Деніс Лірі        | Боб Фіндлі            |
| Бернард Гілл      | Лютер Планкітт        |
| Даян Венора       | Барбара Еверетт       |
| Майкл Маккін      | преподобний Шиллерман |
| Майкл Джетер      | Дейл Портерхаус       |
| Мері Маккормак    | Мішель Циглер         |
| Крістін Еберсоул  | Бріджит Россітер      |
| Джон Фінн         | Ріді                  |
| Хетті Вінстон     | Анджела Рассел        |
| Пенні Бае Бріджес | Гейл Бічум            |
| Френсес Фішер     | Сесілія Нассбаум      |
| Люсі Ліу          | дівчина               |
| Джек Кехлер       | Ціглер                |

## Знімальна група
- Режисер — Клінт Іствуд
- Продюсер — Клінт Іствуд, Лілі Фіні Занук, Річард Дерріл Занук, Том Рукер
- Сценарист — Ларрі Гросс, Пол Брікман, Стівен Шифф
- Композитор — Ленні Ніхаус
- Оператор — Джек Н. Грін
- Художники — Генрі Бамстед, Джек Дж. Тейлор-молодший, Річард С. Годдар
- Монтаж — Джоел Кокс